# Thule (legendarna wyspa)

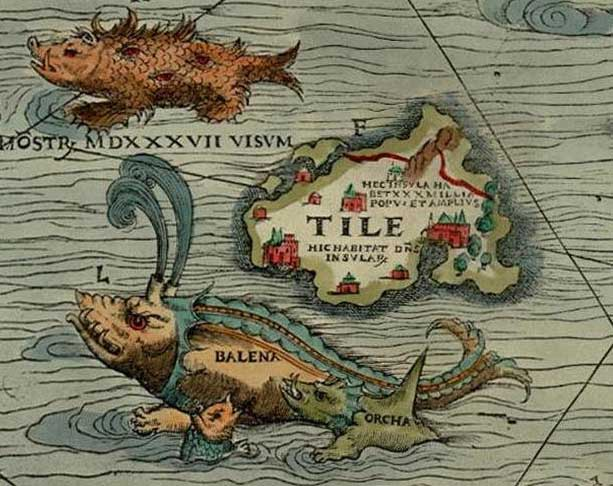
Thule na Carta Marina Olausa Magnusa

Thule (gr. Θούλη Thúlē; łac. Thūlē, Thylē) – starożytna nazwa wyspy w północnej części Oceanu Atlantyckiego, wzmiankowana po raz pierwszy w IV wieku p.n.e. przez greckiego żeglarza Pyteasza z Massalii w jego dziele Perí Okeanu. Według jego relacji Thule miała znajdować się o 6 dni żeglugi na północ od wyspy Wielka Brytania. Thule identyfikowana jest zwykle z Islandią, Szetlandami lub wybrzeżem Norwegii (uważanej jeszcze w średniowieczu za wyspę).
Lennart Meri jako pierwszy wysunął teorię, że możliwe jest, że legendarna wyspa Thule to estońska wyspa Sarema. Taki wniosek może nasuwać się po poznaniu mitologii Estończyków i innych ludów fińskich opisujących powstanie krateru Kaali na wyspie Saremie (który powstał po uderzeniu meteorytu) oraz tego, że w języku estońskim (oraz innych językach fińskich) słowo tule (i jego pochodne) znaczy ogień.
Łacińskie określenie Ultima Thule (od. łac. ultimo/mus ostatni + gr. thule świat; tłumaczone też jako najdalsza Thule), użyte przez Wergiliusza w Georgikach, w średniowieczu oznaczające mityczną krainę położoną na północy i wyznaczającą kraniec znanego świata, stało się synonimem krańca świata.